# Gấu đuôi bờm
Olingo phương Bắc, tên khoa học Bassaricyon gabbii, là một loài động vật có vú trong họ Gấu mèo Bắc Mỹ, bộ Ăn thịt. Loài này được J. A. Allen mô tả năm 1876.

## Hình ảnh

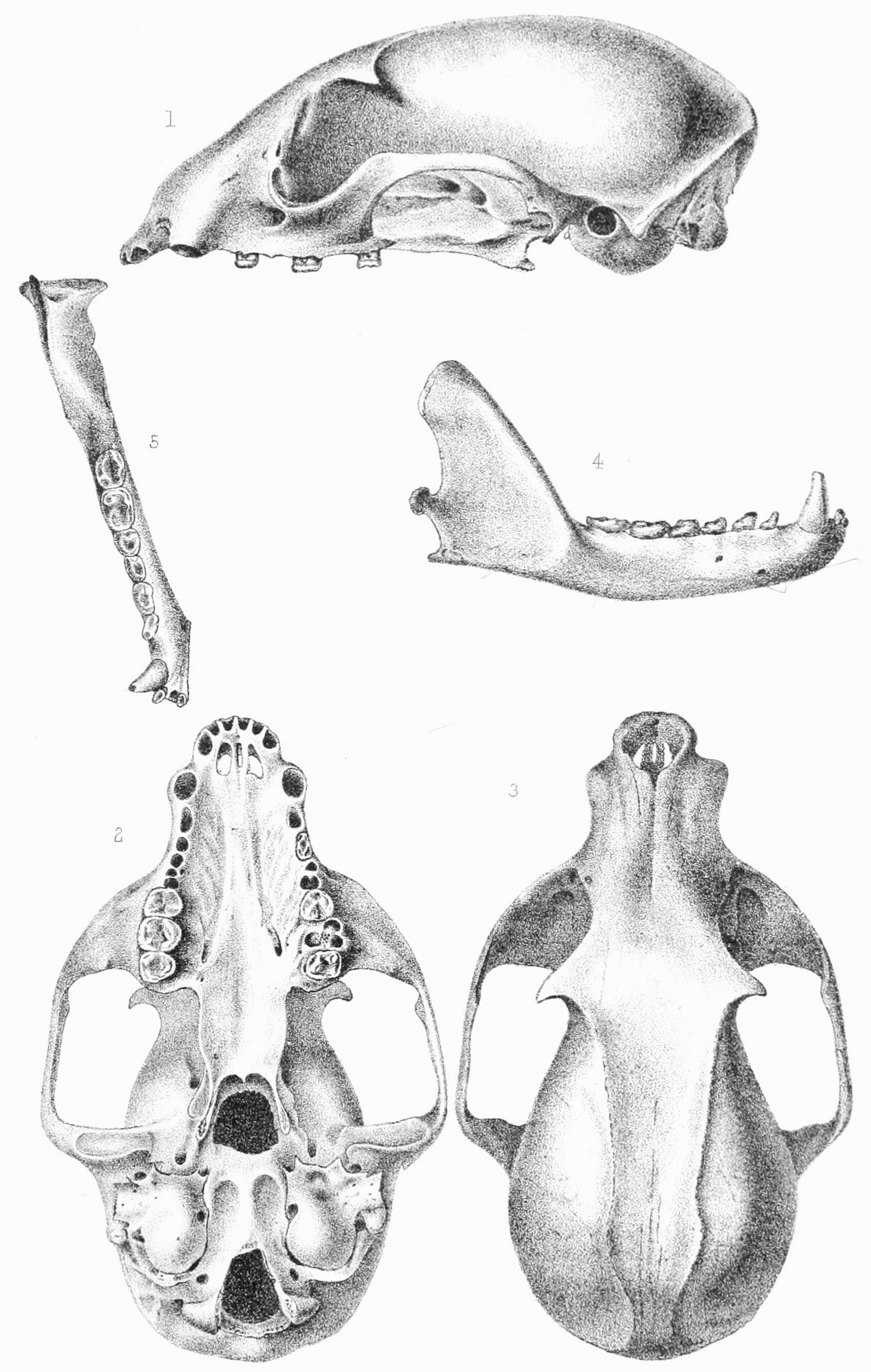
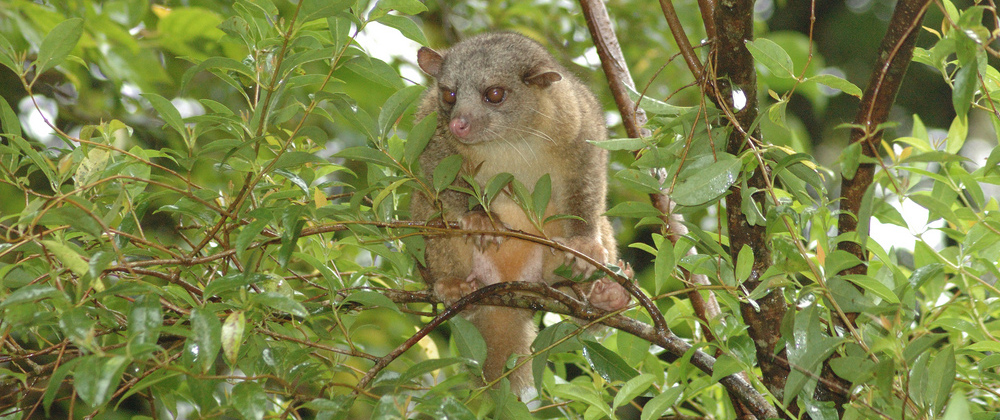